# Loi de Leandra
 (novembre 2018).
 (mars 2021).
Si vous disposez d'ouvrages ou d'articles de référence ou si vous connaissez des sites web de qualité traitant du thème abordé ici, merci de compléter l'article en donnant les références utiles à sa vérifiabilité et en les liant à la section « Notes et références ».
La loi de Leandra (en anglais : Leandra's Law), officiellement le Child Passenger Protection Act, est le nom d'une loi de l'État de New York qui prévoit automatiquement, dès la première infraction, la qualification de crime pour le fait de conduire en état d'ivresse avec une personne de quinze ans ou moins à l'intérieur du véhicule (passager) et qui fixe l'alcoolémie à 0,08.
Le projet de loi est adopté à l'unanimité par l'Assemblée de l'État de New York et le Sénat de l'État de New York, puis promulgué par le gouverneur David Paterson le 18 novembre 2009.
La loi porte le nom de Leandra Rosado, une fillette de onze ans, tuée sur la Henry Hudson Parkway à New York le 11 octobre 2009, lorsque la mère de son amie, alcoolisée, a perdu le contrôle de son véhicule.